# Murray Rose
Iain Murray Rose (ur. 6 stycznia 1939 w Nairn, zm. 15 kwietnia 2012 w Sydney) – australijski pływak, wielokrotny medalista olimpijski.

## Życiorys
Urodził się w Szkocji, jednak jego rodzina wyemigrowała do Australii po zakończeniu II wojny światowej. Specjalizował się w stylu dowolnym. W igrzyskach brał udział dwukrotnie, startował w Melbourne i Rzymie, łącznie zdobył sześć medali. Podczas IO 1956 zdobył trzy złote medale w wyścigach kraulem. Miał wówczas siedemnaście lat, wkrótce później wyjechał na studia do Stanów Zjednoczonych (na Uniwersytet Południowej Kalifornii). Podczas igrzysk w Rzymie obronił tytuł na dystansie 400 metrów, także w pozostałych konkurencjach wywalczył medale. Wielokrotnie bił rekordy świata.
W 2000 r. był jedną z osób wnoszących flagę olimpijską na stadion w czasie ceremonii otwarcia igrzysk w Sydney.

## Starty olimpijskie
Melbourne 1956
- 400 m kraulem, 1500 m kraulem, 4 × 200 m kraulem – złoto

Rzym 1960
- 400 m kraulem – złoto
- 1500 m kraulem – srebro
- 4 × 200 m kraulem – brąz